# Гетто в Дрогобыче

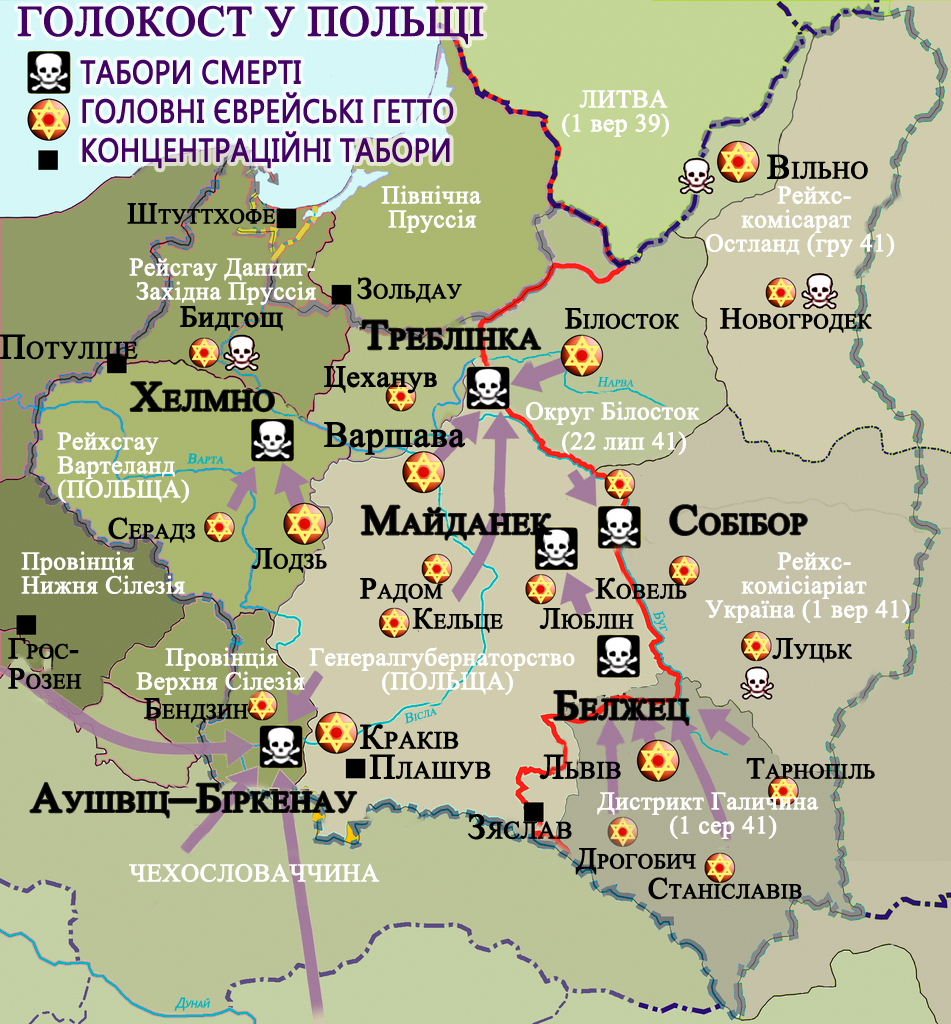
Гетто на территориях, оккупированных Третьим рейхом

Гетто в Дрогобыче (Дрогобычское гетто) (укр. Дрогобицьке гетто; 1941—1943) — еврейское гетто в городе Дрогобыч Львовской области Украинской ССР во время оккупации территории Украины войсками нацистской Германии в период Второй мировой войны.
Было создано немецкими оккупационными властями  в ноябре 1941 года. В 1942 году большинство его узников было перевезено поездами Холокоста в концентрационный лагерь и лагерь смерти Белжец Люблинского воеводства Польше. Окончательно было ликвидировано в августе 1943 года.

## История
До начала Польской кампании вермахта 1939 года, Дрогобыч был провинциальным городом Польской Республики, центром одноименного повята, Львовского воеводства. Город имел значительное еврейское население: в конце  1939 года в нём проживало 34 600 человек, из них  26,3% были украинцами, 33,2% — поляки, 39,9% — евреи. Перед началом Второй мировой войны в Дрогобыче было по одним данным — 20, по другим — 23 синагоги.
После Польского похода Красной армии 1939 года, этот регион и город были присоединены к СССР. В составе Украинской ССР Дрогобыч став центром Дрогобычских области и района, созданных 4 декабря 1939 года. 

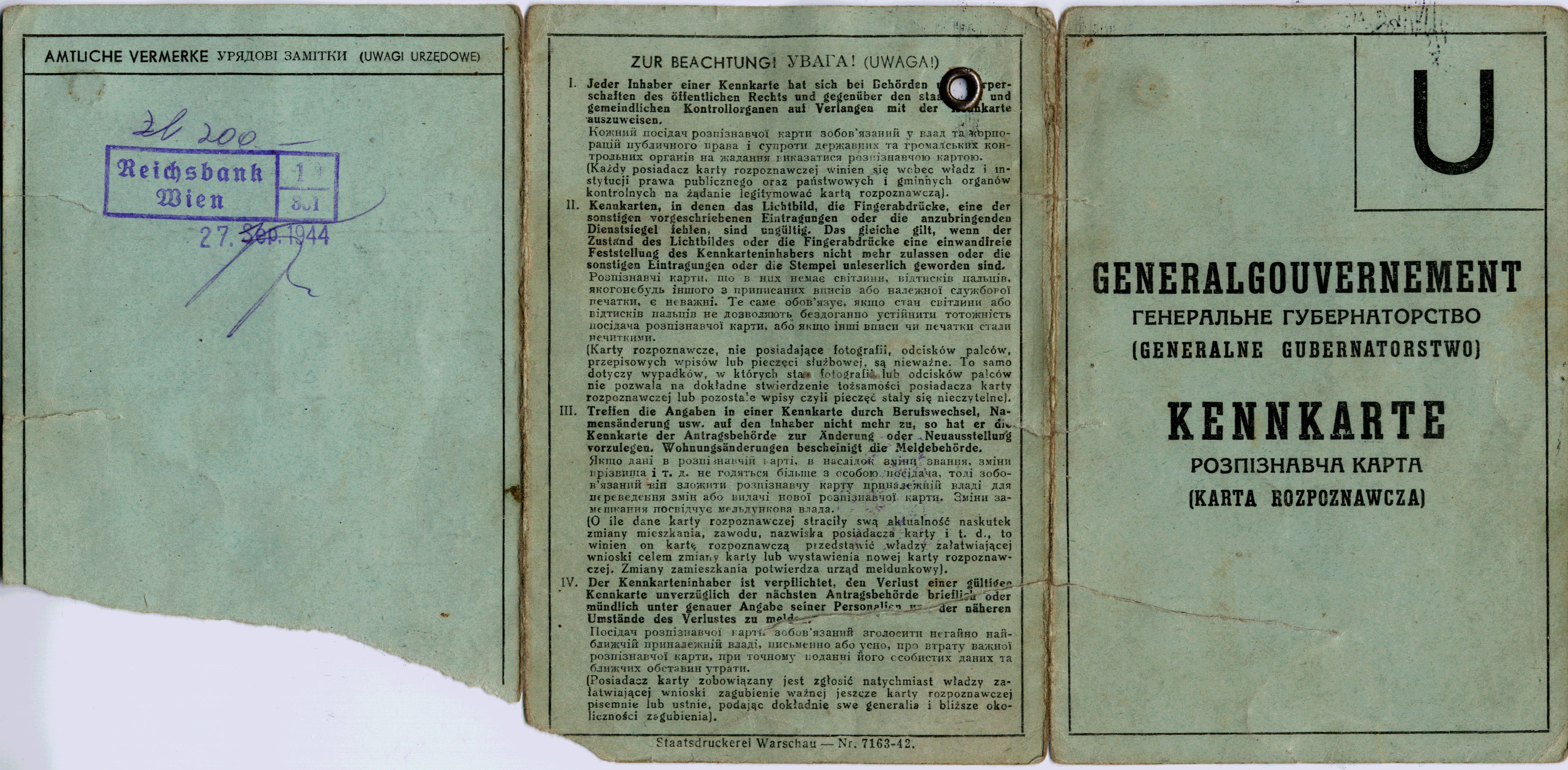
Кенкарта украинца

1 июля 1941 года в Дрогобыч вошли войска гитлеровской Германии. 7 июля в город для формирования полиции прибыла команда полиции безопасности из польского города Радом, так называемые «Радомяне». Для идентификации населения города, всех его жителей обязали получить и иметь при себе кенкарты, которые содержали данные о человеке и были разных цветов, где большой буквой была обозначена национальность её владельца. Евреи получали кенкарты жёлтого цвета с буквой «J» (от немецкого Jude — еврей). С 27 июля по 2 августа немецкой администрацией была проведена перепись населения города, после которой было установлено, что население Дрогобыча составляло 34 112 человек, из них 13 339 евреев (39,10% от общей численности). За время существования гетто в период немецкой оккупации, в нём было уничтожено около 10 тысяч евреев, среди которых польский писатель и художник Бруно Шульц.

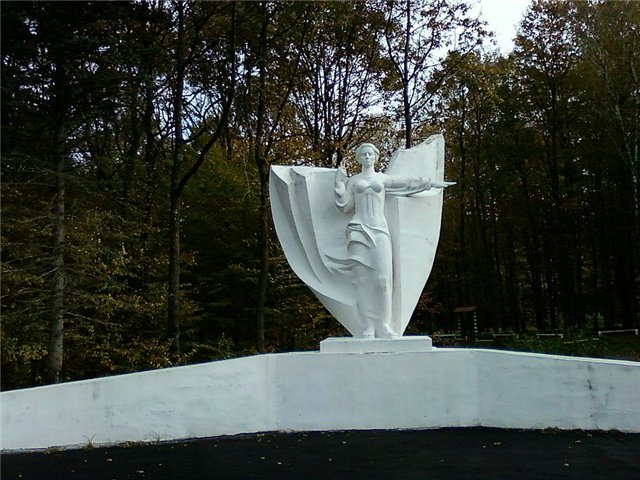
Еврейский мемориал в Броницком лесу

6 августа 1944 года бойцы 167-й стрелковой дивизии 107-го стрелкового корпуса 1-й гвардейской армии 4-го Украинского фронта освободили Дрогобыч от немцев. После освобождения в городе работала Комиссия по расследованию нацистских преступлений. Согласно акту комиссии от 10 мая 1945 года, в Дрогобыче за время немецкой оккупации было расстреляно порядка 14 500 человек (из них более 10 000 в Броницком лесу близ села Броница), уничтожено 10 800 военнопленных, убито 100 человек из городской интеллигенции, а также вывезено на принудительный работы в Германию 3 100 жителей. Оставшийся в живых член айнзацгруппы гауптшарфюрер СС Феликс Ландау, принимавший участие в массовых расстрелах, писал об этом в своём дневнике.
В память о жертвах нацизма в Дрогобыче были созданы памятники, напечатаны книги, проходят памятные мероприятия, в частности с 2004 года проводится (раз в два года) традиционный «Международный Фестиваль Бруно Шульца у Дрогобыче».